# Sezonul de snooker 2004/2005
Sezonul de snooker 2004/2005 este o serie de turnee de snooker desfășurate între 2004 și 2005. 
| Data            | Turneu                     | Locație   | Câștigător                 | Locul 2                        | Scor  |
| Oct 2 - Oct 10  | totesport Grand Prix       | Preston   | Ronnie O'Sullivan (Anglia) | Ian McCulloch (Anglia)         | 9-5   |
| Nov 8 - Nov 14  | British Open               | Brighton  | John Higgins (Scoția)      | Stephen Maguire (Scoția)       | 9-6   |
| Nov 15 - Nov 28 | UK Championship            | York      | Stephen Maguire (Scoția)   | David Gray (Anglia)            | 10-1  |
| Ian 17 - Ian 23 | Welsh Open                 | Newport   | Ronnie O'Sullivan (Anglia) | Stephen Hendry (Scoția)        | 9-8   |
| Ian 31 - Feb 6  | Malta Cup                  | Portomaso | Stephen Hendry (Scoția)    | Graeme Dott (Scoția)           | 9-7   |
| Feb 13 - Feb 20 | Rileys Club Masters        | Wembley   | Ronnie O'Sullivan (Anglia) | John Higgins (Scoția)          | 10-3  |
| Mar 6 - Mar 13  | Irish Masters              | Dublin    | Ronnie O'Sullivan (Anglia) | Matthew Stevens                | 10-8  |
| Mar 27 - Apr 3  | China Open                 | Beijing   | Ding Junhui (China)        | Stephen Hendry (Anglia)        | 9-5   |
| Apr 16 - Mai 2  | World Snooker Championship | Sheffield | Shaun Murphy (Anglia)      | Matthew Stevens (Țara Galilor) | 18-16 |